# Joseph Blackmore
Peter Joseph Blackmore (Sidcup, 23 februari 2003) is een Brits wegwielrenner, veldrijder en mountainbiker die in 2024 prof werd bij Israel-Premier Tech.

## Carrière
In oktober 2021 won Blackmore de tweede manche van de National Trophy Series, een veldritklassement in het Verenigd Koninkrijk. Later  dat seizoen nam hij deel aan enkele wereldbekers en (bij de beloften) zowel het Europese als het wereldkampioenschap. Tijdens de Gemenebestspelen in 2022 werd Blackmore vijfde in de cross-country. In februari 2023 behaalde hij, samen met zijn teamgenoten, een zilveren medaille op het onderdeel estafette tijdens de wereldkampioenschappen veldrijden. Een dag later werd hij tiende bij de beloften. Op de weg nam hij dat jaar deel aan onder meer de Ronde van Rwanda, waar hij zesde in werd in het eindklassement, en de Ronde van de Toekomst, waar op een twaalfde plek eindigde.
In 2024 maakte Blackmore de overstap naar de opleidingsploeg van Israel-Premier Tech. In februari stond hij, namens de hoofdmacht, voor de tweede maal aan de start van de Ronde van Rwanda. In de openingsploegentijdrit, die niet meetelde voor het algemeen klassement, noteerden hij en zijn ploeggenoten de tweede tijd. In de zesde etappe, met aankomst op Mount Kigali, won Blackmore in een sprint met vier van Jhonatan Restrepo. Door zijn overwinning nam hij de leiderstrui over van William Junior Lecerf. In de slotetappe, in en rond Kigali, kwam Blackmore solo als eerste over de finish, waardoor hij naast twee etappes ook het eindklassement op zijn naam schreef. In april reed hij, wederom namens de hoofdmacht van Israel-Premier Tech, aan de start van de Ronde van Taiwan. Na vier van de vijf etappes stond hij op de vierde plek in het algemeen klassement. In de slotrit, in en rond Kaohsiung, eindigde hij op de negende plaats. Onderweg verzamelde hij wel genoeg bonificatieseconden om de eerste plek in het algemeen klassement over te nemen. Zo volgde hij Jeroen Meijers op als eindwinnaar. In de Volta NXT Classic sprintte hij, in de eerste achtervolgende groep, naar de achtste plaats. Begin april nam hij deel aan het Circuit des Ardennes, een vierdaagse etappekoers in de Franse Ardennen. In de openingsetappe sprintte hij naar de vierde plaats. Na de derde rit, waarin hij tweede was geworden achter Federico Savino, stond hij op zeven seconden van klassementsleider Mathias Bregnhøj op de tweede plaats in het klassement. Een dag later won hij, in de groene trui als leider van het puntenklassement, de slotrit. Door de tien bonificatieseconden die hij als etappewinnaar verdiende en het feit dat Bregnhøj onderweg geen bonificatieseconden had verzameld en aan de finish negende werd, won Blackmore ook het algemeen klassement. Drie dagen later reed Blackmore namens de hoofdmacht van de ploeg de Brabantse Pijl. In de finale van de koers maakte hij aansluiting met de kopgroep, waar zijn ploeggenoot Dylan Teuns al deel van uitmaakte. Onder aanvoering van Blackmore werd Marijn van den Berg in de laatste vijfhonderd meter teruggegrepen, waarna Blackmore zelf de sprint aantrok voor Teuns. Benoît Cosnefroy won, voor Teuns. Blackmore werd nog vierde. Later die week stond hij als topfavoriet aan de start van Luik-Bastenaken-Luik voor beloften. Blackmore maakte zijn favorietenrol waar door vijf seconden voor Robin Orins als eerste te finishen. Nadat Rick Zabel, die deel uitmaakte van de hoofdmacht van Israel-Premier Tech, begin mei zijn afscheid aankondigde, kwam er een plekje vrij bij de ploeg. Blackmore maakte per direct de overstap, waardoor zijn tijd in de opleidingsploeg beperkt werd tot slechts vier maanden.

## Palmares

### Veldrijden
2021-2022
Cyclocross Milnthorpe
2022-2023
 Brits kampioen veldrijden, beloften
Clanfield Cross
 Wereldkampioenschappen veldrijden, gemengde estafette

### Wegwielrennen
2024
6e en 8e etappe Ronde van Rwanda
Eindklassement Ronde van Rwanda
Eindklassement Ronde van Taiwan
4e etappe Circuit des Ardennes
Eind-, punten- en jongerenklassement Circuit des Ardennes
Luik-Bastenaken-Luik, Beloften
3e etappe Ronde van de Toekomst
Eind- en puntenklassement Ronde van de Toekomst
2025
Puntenklassement Ronde van de Alpes-Maritimes

### Gravel
2023
 Brits kampioen gravel

### Mountainbiken
2023
 Brits kampioen mountainbike, beloften
National XC Series: Margam Country Park

## Resultaten in voornaamste wedstrijden
| Jaar | Ronde van Italië | Ronde van Frankrijk | Ronde van Spanje |
| ---- | ---------------- | ------------------- | ---------------- |
| 2024 |                  |                     |                  |
| 2025 |                  | 48e                 |                  |

| Jaar | Ronde van Vlaanderen | Amstel Gold Race | Luik-Bast.‑Luik | Strade Bianche | Waalse Pijl | Brabantse Pijl |
| ---- | -------------------- | ---------------- | --------------- | -------------- | ----------- | -------------- |
| 2024 |                      |                  |                 |                |             | 4e             |
| 2025 | 40e                  | 14e              | 32e             | 30e            | 14e         | 42e            |

## Ploegen
- 2024 –  Israel Premier Tech Academy (tot 2 mei)
- 2024 –  Israel-Premier Tech (vanaf 3 mei)
- 2025 –  Israel-Premier Tech

Ackermann · Bennett · Blackmore (vanaf 3/5) · Boivin · Clarke · Einhorn · Frigo · Froome · Fuglsang · Gee · Hofstetter · Hollyman · Houle · Kogut · Neilands · Pickrell · Raisberg · Riccitello · Sagiv · Schultz · Schwarzmann · Sheehan · Stewart · Strong · Teuns · Van Asbroeck · Vernon · Williams · Woods · Würtz Schmidt · Zabel (tot 2/5) · Brown (stagiair)